# ワサビノキ
ワサビノキ（学名：Moringa oleifera Lam.）は、ワサビノキ科唯一の属であるワサビノキ属の1種であり、本属で最も広く栽培されている。属名のモリンガで呼ばれることもあり、日本で食材として扱う事業者やその商品名でも「モリンガ」と称することが多い。フィリピンでは、カムンガイ、カモンガイ、マルンガイ（タガログ語: malunggay）と呼ばれる。
英語では「モリンガ」の他、果実の形態から「ドラムスティックツリー」、根の味から「ホースラディッシュツリー」、種子からとれる油に注目して「ベンオイルツリー（ベンゾイルツリー）」の名がある。本種は木本であり、生長が速く旱魃に強い。インド北西部のヒマラヤ山脈南麓を原産とし、熱帯・亜熱帯地域で広く栽培されている。栽培地域を中心に若い果実や葉が野菜として食される他、浄水や手洗いに用いられ、時に薬用植物とされる。

## 語源
属名のモリンガ（Moringa）はタミル語のムルンガイ（முருங்கை  murungai、「捻じれた莢」の意）に由来する。種小名の oleiferaは「油を持つ」を意味し、搾油できる特徴による。
和名は、根がワサビのような辛味を持つことに由来する。

## 特徴
ワサビノキは、成長が速い樹木であり、環境に応じて常緑性または落葉性を示す。成木は高さ10 - 12メートル、直径45cmにまで達する。樹皮は白みがかった灰色で、厚いコルク層に覆われている。若い芽は、紫や緑がかった白の毛むくじゃらの樹皮を持っている。樹冠は開けており、枝は脆く垂れやすく、葉は3回羽状複葉。
花は両性で、長さ約1 - 1.5センチメートル、幅は約2センチメートルで、香りがある。花弁は不同で、薄い縞模様のある黄色がかった白色。長さ10 - 25センチメートルほどの広がった垂れやすい円錐花序につく。花梗は細く、有毛。花は植えて6カ月以内に咲き始める。開花は涼しい地域では4月から6月に見られ、気温や降水がより安定した地域では1年に2度あるいは1年中見られる。 
果実は三角柱型の蒴果で3室、長さ20 - 45センチメートル、茶色に熟し、ぶら下がる。種子は直径約1センチメートル、球形で黒褐色、3枚の白みがかった薄い翼を持ち、風または水によって散布される。 
栽培下では、葉や果実が手の届く範囲につくよう、高さ1 - 2メートルに手入れされることが多い。 

## 栽培
ワサビノキは、アメリカ合衆国農務省ハーディネスゾーン9と10に対応する、半乾燥・熱帯・亜熱帯地域で主に栽培される。広い範囲の土壌環境下で生育可能であるが、中性から弱酸性で、水はけの良い砂質土壌を好み、水はけが悪いと根腐れしやすい。日光や高温を好み、凍結や霜には弱い。乾燥地域に特に適しており、コストがかかる灌漑技術を使わずとも、雨水で成長させることができる。
| 要素       | 条件                                                                           |
| ---------- | ------------------------------------------------------------------------------ |
| 気候       | 熱帯や亜熱帯で最も育つ                                                         |
| 標高       | 0 - 2000メートル                                                               |
| 降雨       | 250 - 2000ミリメートル 降雨量が800ミリメートル未満の場合、葉の生産に灌漑が必要 |
| 土壌の種類 | ローム、砂または砂壌土                                                         |
| 土壌pH     | pH 5 - 9                                                                       |

### 産地
インドがワサビノキの最大の生産国で、約380平方キロメートルの地域から柔らかい果実が年間110万-130万トン生産されている。州別では、アーンドラ・プラデーシュ州が面積と生産量（156.65平方キロメートル）の両方においてトップで、カルナータカ州（102.8平方キロメートル）とタミル・ナードゥ州（74.08平方キロメートル）がこれに次ぎ、その他の州の合計面積は、46.13平方キロメートルである。タミル・ナードゥ州では、ワサビノキが民話の中に出てくる。また、家庭庭園でも栽培されている。オリッサ州でも家庭庭園で育てられている。南インドやタイでは生垣としても利用されていて、地元の市場で普通に販売されている。
フィリピンでも栽培されており、葉をスープに利用するのが一般的である。台湾でも「世界野菜センター」で積極的に栽培されており、そこでは、改良された野菜の生産と消費を通じて、発展途上国の貧困や栄養不良を減らすことを使命としている。
ハイチでは防風林や土壌浸食を減らすために栽培されている。
2010年時点で、米国内ではハワイで栽培されているが、まだ初期段階である。
日本においては沖縄県（沖縄本島、宮古島、石垣島等）、鹿児島県与論島、熊本県大矢野島等で限定的ながら産業としての栽培が行われている。
| 大陸       | ワサビノキが生育している国 |
| ---------- | --- |
| アフリカ   | ベナン、ブルキナファソ、カメルーン、チャド、コモロ、エリトリア、エチオピア、ガーナ、ケニア、マダガスカル、マラウィ、 マリ、モーリシャス、モザンビーク、ニジェール、ナイジェリア、セネガル、セイシェル、シエラレオネ、ソマリア、スーダン、タンザニア、トーゴ、ザンビア、ジンバブエ                                         |
| アジア     | バングラデシュ、ミャンマー、カンボジア、インド、インドネシア、ラオス、マレーシア、ネパール、パキスタン、フィリピン、スリランカ、台湾、東ティモール、タイ、ベトナム、イエメン |
| 中南米     | バルバドス、ベリーズ、ブラジル、ケイマン諸島、コロンビア、コスタリカ、キューバ、ドミニカ共和国、ハイチ、オランダ領BES諸島、エルサルバドル、仏領ギアナ、グアドループ、グアテマラ、ハイチ、ホンジュラス、メキシコ、ニカラグア、パナマ、プエルトリコ、サンサルバドル、スリナム、トリニダード、ベネズエラ、ジャマイカ、ペルー |
| オセアニア | フィジー、グアム、パラオ |

### 栽培の慣習
ワサビノキは、一年生植物または多年生植物として栽培される。最初の年に全ての鞘が食べられる。晩年にも、非食用の苦い鞘ができる。よって、ワサビノキは、多くの場合、商業用に毎年栽培されている。条件が不利な場所での多年生栽培には、例えば土壌浸食を大きく抑制できるなど多くの利点がある。ワサビノキの多年生栽培はアグロフォレストリー（混農林業）でも実践されている。

### 土壌準備
熱帯栽培においては、土壌浸食が大きな問題となるため、土壌に手を入れることは極力避けることが望ましい。耕起は、植栽密度が高い場合にのみ行われ、植栽密度が低い所では土に穴を掘ってそれらを埋める。この方法により土地の浸食を最小限に抑えつつ根張りをよくすることができる。穴は20 - 40センチメートル幅で、30 - 50センチメートルの深さが必要である。

### 増殖
ワサビノキは、種子や挿し木から増殖させることができる。ワサビノキの発芽率は12日後に発約85%と高いので、直接の増殖が可能である。苗床または容器による生産は非常に時間がかかるが、昆虫や他の害虫から保護できる利点があり、土壌浸食が問題となる分野でも使用されている。長さ1メートル、少なくとも直径4センチメートルの挿し木を使用することで増殖させることができる。挿し木は、少なくとも三分の一を土中に埋めなければならない。フィリピンでは、6月 - 8月の期間を最適とし、長さ1 - 2メートルの挿し木を植えて増殖させている。また、種子を、土の表面より1インチ下に植え、排水の良い土壌で年中発芽させて増殖することができる。 

### 植栽
葉の集約生産のためには、15×15センチメートルあるいは20×10センチメートルの間隔で植える。間隔路地（たとえば、4メートル毎に）があれば、管理と収穫は容易になる。別の方法としては、播種ラインを45センチメートルほどの間隔で設けて、各ラインに5センチメートル間隔で種を播く。一つは、ラインの間隔を30センチメートルだけ離して、そのライン上にできるだけ離して種を播く（10 - 20センチメートル）。密集させると、草取りや疾病予防が難しくなる。 
半集約的な生産では、50センチから1メートルの間隔で植えられている。これは、あまり手をかけずに良好な結果を得ることができる。 
ワサビノキはまた、天然フェンスとして他の作物と共に、路地で栽培することができる。アグロフォレストリー栽培では、通常ワサビノキの列間の距離は2 - 4メートルである。ハイチでは農場でフェンスや防風林として使用されている。

### 育成
ワサビノキの原産地である可能性が最も高いインドでは、ワサビノキの野生型品種の多様性が大きい。これは育成プログラムにおいて非常に都合がよい。ワサビノキを栽培品種として導入している国では、多様性は通常はるかに小さい。一方、地域によく適合した野生種は、ほとんどの地域で見つけることができる。 
ワサビノキは様々な方法で栽培され、利用されているため、様々な育成目的が存在する。年または多年生植物の育成の目的は明らかに異なっている。実の収穫安定性は、毎年ワサビノキを栽培しているインドでは商業用栽培のために重要な要素である。また、土壌浸食を防ぐ目的には多年生栽培が有効である。ワサビノキの多年生栽培もアグロフォレストリー（混農林業）で使用されている。パキスタンの品種では異なる場所で葉の栄養成分について試験が実施されている。インドでは矮性または半矮性で鞘の数が多い品種が選ばれるが、タンザニアではオイル含有量がより多い品種が選ばれる。

### 害虫と病気
ワサビノキは、その原産地や導入地域で深刻な病気の影響を受けることはほとんどない。 
インドでは、樹皮を食べる毛虫や緑の葉毛虫などの様々な毛虫を含む様々な害虫が存在する。ヤガは深刻な落葉を引き起こすことが知られている。また、アブラムシ、カミキリムシやミバエも重大な害虫となる。一部の地域では、シロアリも多少被害をもたらすことがあり、シロアリが土壌内に非常に多くいる場合は、多大な管理コストがかかる。ワサビノキは、レベイルラ・タウリカ（Leveillula taurica、南インドにおいてパパイアに害を与えるうどんこ病原菌）の媒体であるため、これも管理する必要がある。

## 収穫

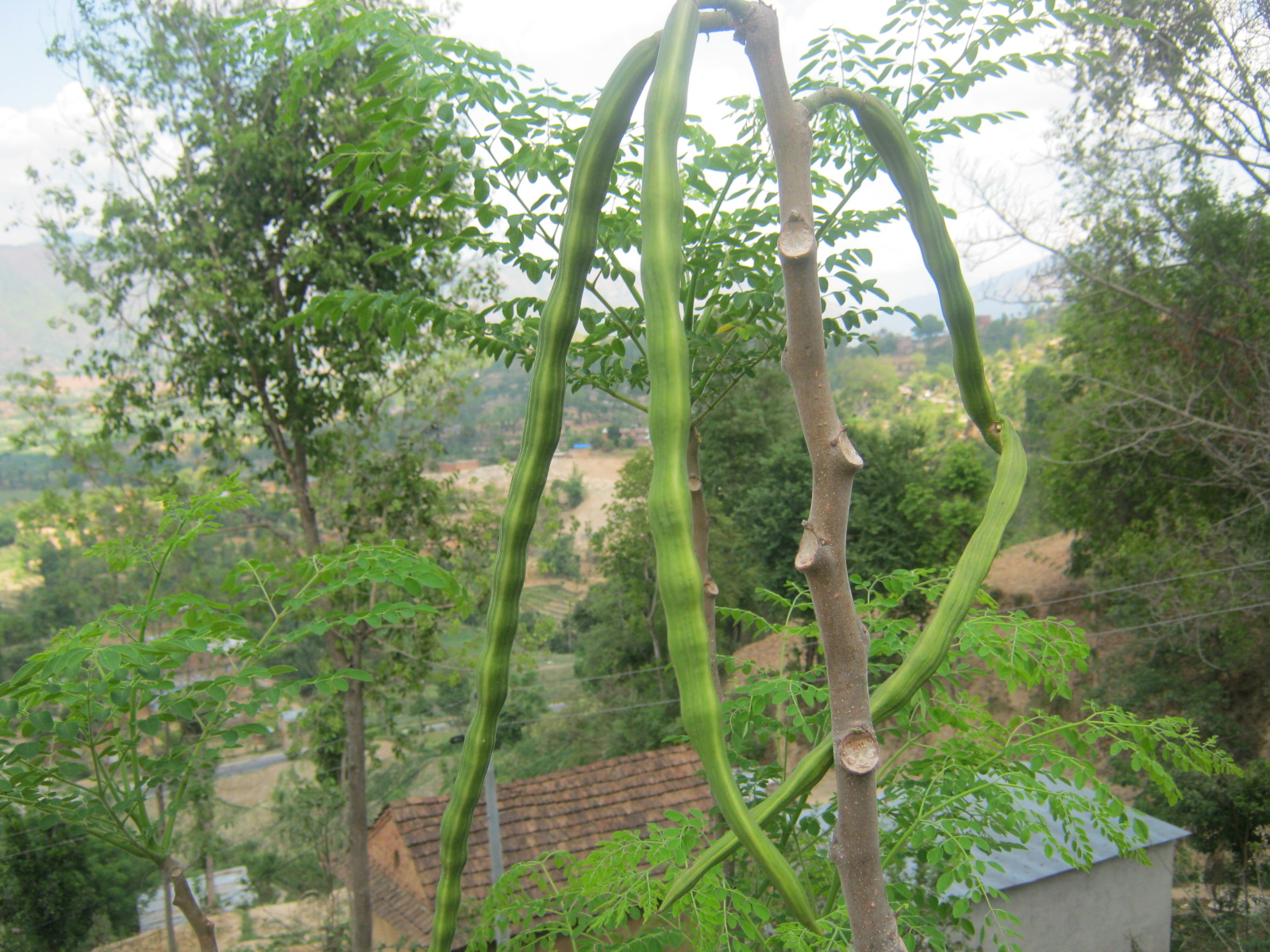
ワサビノキの鞘（パンチハール, ネパール）

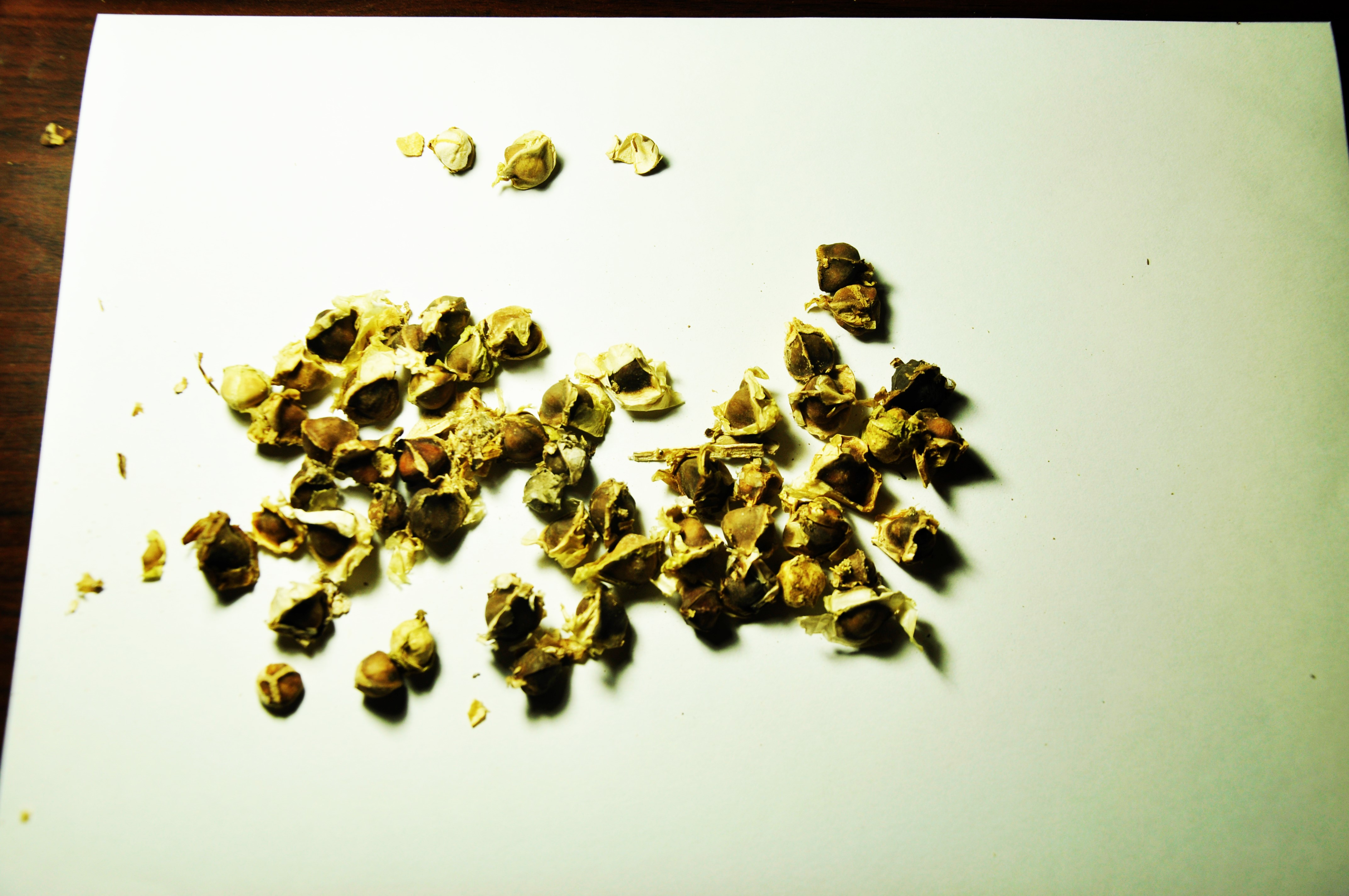
モリンガの種

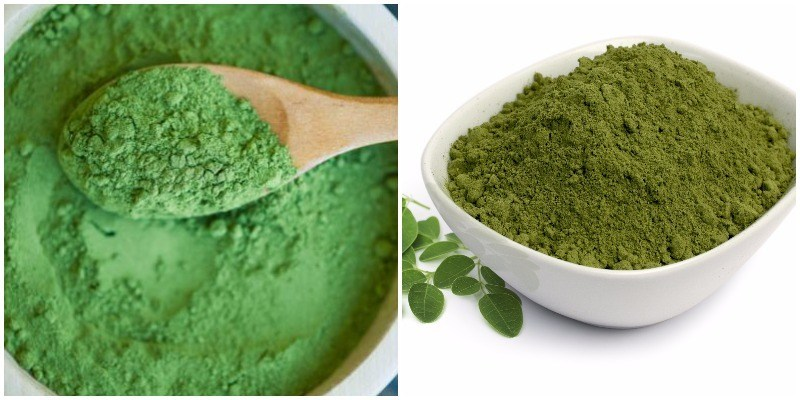
モリンガの葉の粉末

ワサビノキは、葉を食用、鞘および種をオイル抽出用とするために栽培される。収穫量は、季節、変化、受精、灌漑方法によって大きく異なる。ワサビノキの生産には、補助的な肥料や灌漑を使用した、暖かく乾燥した条件が最も相応しい。ワサビノキの収穫は、ナイフ、鎌やフックが付いている錐を使って手作業で行われている。 

### 果実
ワサビノキは挿し木から育ち、6 - 8カ月後には、最初の収穫を行うことができる。多くの場合、果実は最初の年には収穫できず、最初の数年間の生産量も一般的に少ない。2年くらいで300鞘、3年くらいで400 - 500鞘ほどできる。良い木からは1000以上の鞘を得ることができる。インドでは1ヘクタールあたり年間31トンの鞘を生産することができる。北インドの条件下では、夏に果実が熟成する。特に南インドでは、花や果物は、7月から9月にかけてと3月から４月にかけて、年2回収穫している。

### 葉
新鮮な状態で、平均して年1ヘクタール当り6トンほど生産できる。収穫は、雨季と乾季とでは大きく異なり、雨期の1120kg/ヘクタールに対して乾期では690kg/ヘクタールである。葉や茎は、播種後60日頃から収穫でき、その年にさらにあと7回収穫できる。収穫毎に、木は地面から60センチメートル以内に切断される。ある生産システムでは、葉は2週間ごとに収穫される。フォイドル・エラ（2001）によると、ワサビノキは、適切な品種、灌漑や受精を利用して集約生産をすることができる。ニカラグアでの試験では、4年に渡り、1ヘクタール当り100万本を年間に9回伐採して、新鮮な状態で平均580トン生産され、そのうち新鮮な葉を約174トン/ヘクタール収穫した。

### オイル
種からのオイルの推定収穫量は、1ヘクタール当たり250リットル。オイルは、食品サプリメントや化粧品、髪や肌用の香粧品のベースとして使用することができる。

## 利用
ワサビノキは、ほとんどの部分を食べることができる。食材としての利用法は地域ごとに広く異なる。
- 未成熟の種鞘（ドラムスティックと呼ばれている）は、アジアやアフリカで利用されている。
- 葉は各地で利用されるが、特に、カンボジア、フィリピン、南インド、アフリカでよく用いられる
- 成熟種
- 成熟種を圧縮して採ったオイル
- 根

ワサビノキの中で最も一般的な利用部位は葉である。花も調理して食べることができ、マッシュルームのような味だと言われている。他に若い種鞘を食べるのが一般的な地域もある。
樹皮や樹液、根、葉、種、オイル、花を非伝統的な薬として使う国もあり、ジャマイカでは樹液を青色の色素として使う。

### 葉
新鮮なワサビノキの葉100グラム（約5杯分）の栄養成分（右、USDAのデータ参照）を表に示す。他の研究の栄養価の利用も可能。
| 栄養分       | 通常の食品 | 通常の食品 | ワサビノキ葉 |
| ------------ | ---------- | ---------- | ------------ |
| β-カロテン   | ニンジン   | 8.3 mg     | 17.6 mg      |
| カルシウム   | 牛乳       | 300 mg     | 2185 mg      |
| パントテン酸 | バナナ     | 358 mg     | 1236 mg      |
| タンパク質   | ヨーグルト | 8 g        | 29.4 g       |
| ビタミンC    | オレンジ   | 53 mg      | 52 mg        |

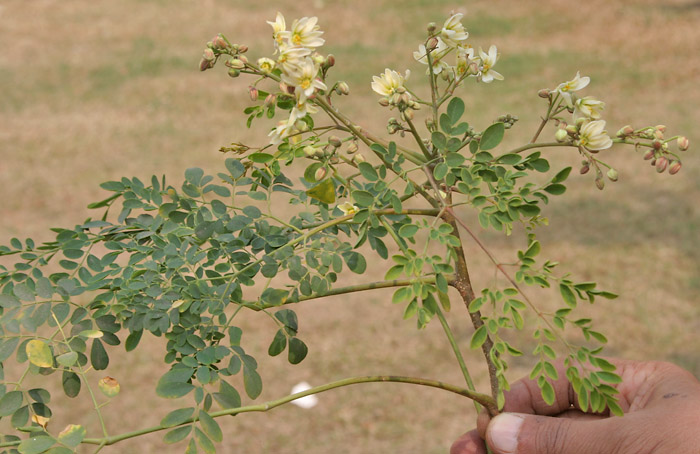
ソニャ (ワサビノキ)の花と葉 コルカタ, 西ベンガル, インド

葉は、ワサビノキの中で最も栄養価の高い部分で、ビタミンB、ビタミンC、プロビタミンA（β-カロテン）、ビタミンK、マンガン、タンパク質、その他本質的栄養分の重要な供給源である。
特定の栄養素を豊富に有する一般食品と重量100グラムあたりで比較すると、調理されたワサビノキの葉は複数の栄養素をそれらと同等以上の量を含有しているため、多種の食材を摂取するのに匹敵する。
葉のカルシウムの一部がシュウ酸カルシウムの結晶となるが、ホウレンソウの25 - 45分の1程度と低いレベルで、無視できる量である。 
葉はホウレンソウ同様に調理できる。ホウレンソウの代替として使用するほか、葉を乾燥させて粉末とし、スープやソースで使用するのも一般的である。日本では葉の粉末をうどんなどの麺やクッキーに練り込んだり、青汁に配合したり、錠剤状に加工したりして利用されている。ほとんどの食品と同じように、140度以上でワサビノキを加熱すると栄養素の一部が破壊される。

### ドラムスティック

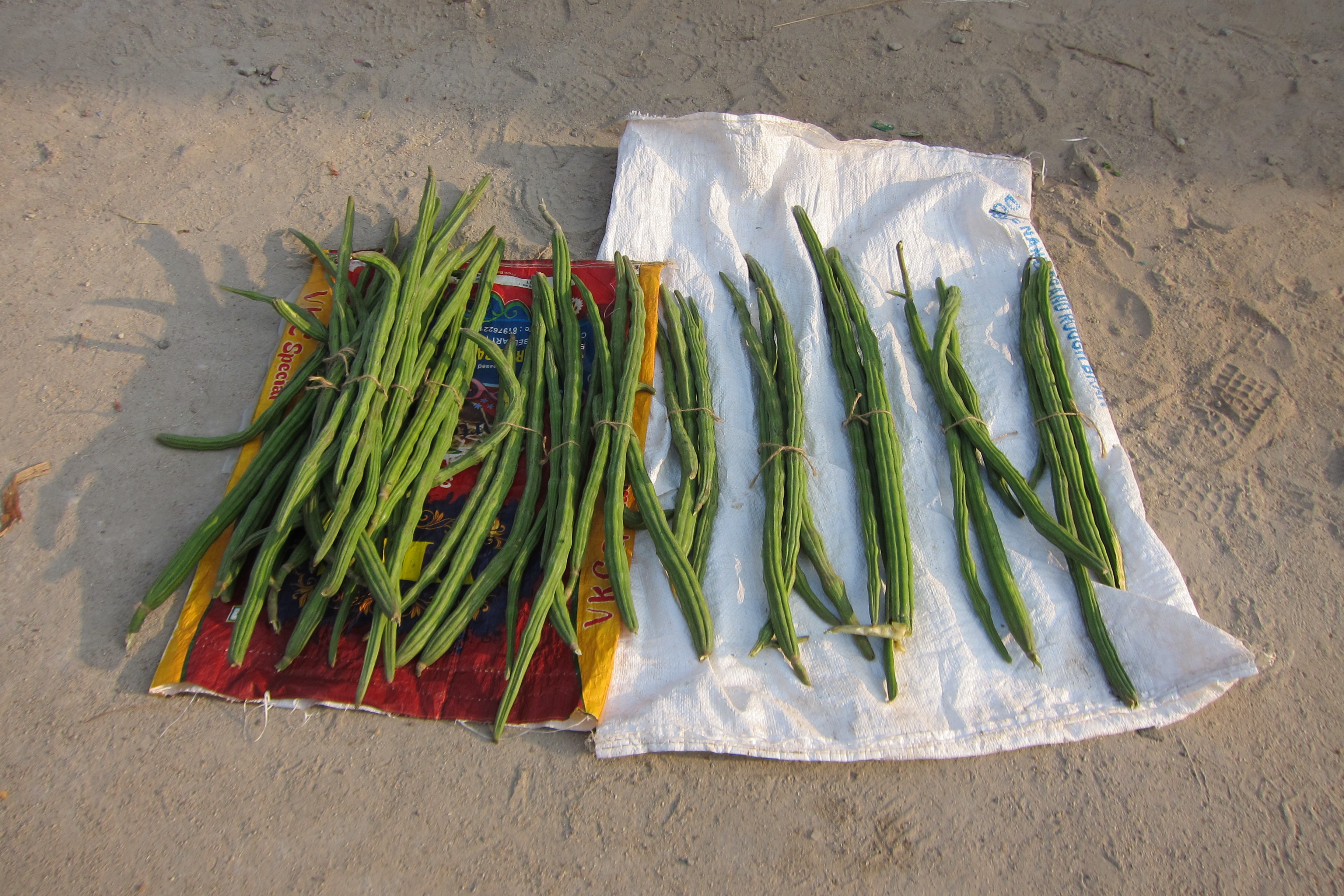
売られている鞘

"ドラムスティック"と呼ばれる未成熟種子の鞘は、一般的に南アジアで消費されている。これらは湯通ししてから、柔らかくなるまでカレーの中で調理される。種の鞘や果実を煮て調理する場合でも、特にビタミンCは高いまま残り、また、食物繊維やカリウム、マグネシウム、マンガンが豊富である。

### 種
種子は成熟した鞘から取り出してエンドウ豆のように食べたり、ナッツのようにローストしたりする。高水準のビタミンCや、適量のビタミンBやミネラルを含む。

### 種油
成熟した種子から食用油を38 - 40%採ることができ、高濃度のベヘン酸を含むことからベン・オイルと呼ばれる。精製油は透明かつ無臭で、酸敗臭を防ぐ。オイル抽出後に残った種子ケーキは肥料として、または水を浄化するための凝集剤として使用することができる。モリンガ種子油はまた、バイオ燃料として使用することもできる。

### 根
根はポリフェノールを含み、強い香味を持つ調味料として使用されることもある。

### 栄養失調の軽減
ワサビノキは、特に幼児や授乳中の母親の間で、栄養失調防止の為に利用されている。特に「生命の木インターナショナル」「キリスト教宣同盟」「教会ワールドサービス」「飢餓問題組織」および「西アフリカのためのボランティア・パートナーシップ」といったNGO団体は、“熱帯地域のための自然栄養”としてワサビノキを提唱している。ある著者は、「ワサビノキの栄養特性については現在非常によく知られており、飢餓が差し迫っている状況でワサビノキの葉の粉末を消費することによって実現される実質的な健康上の恩恵にはほとんど疑いの余地はない」と述べている。
一般的に他の食品が不足する乾季の終わり頃に、ワサビノキの葉はよく茂っており、熱帯の食物源として特に有望である。さらに、ワサビノキは、乾燥・半乾燥環境下でもよく成長するので、それは特に乾季における消費に適している。
2007年に、フィリピンの上院議員ローレン・レガルタはワサビノキの普及のための運動をした。彼女は、重点作物としてワサビノキを作ることを政府に要請した。

### 国別の料理

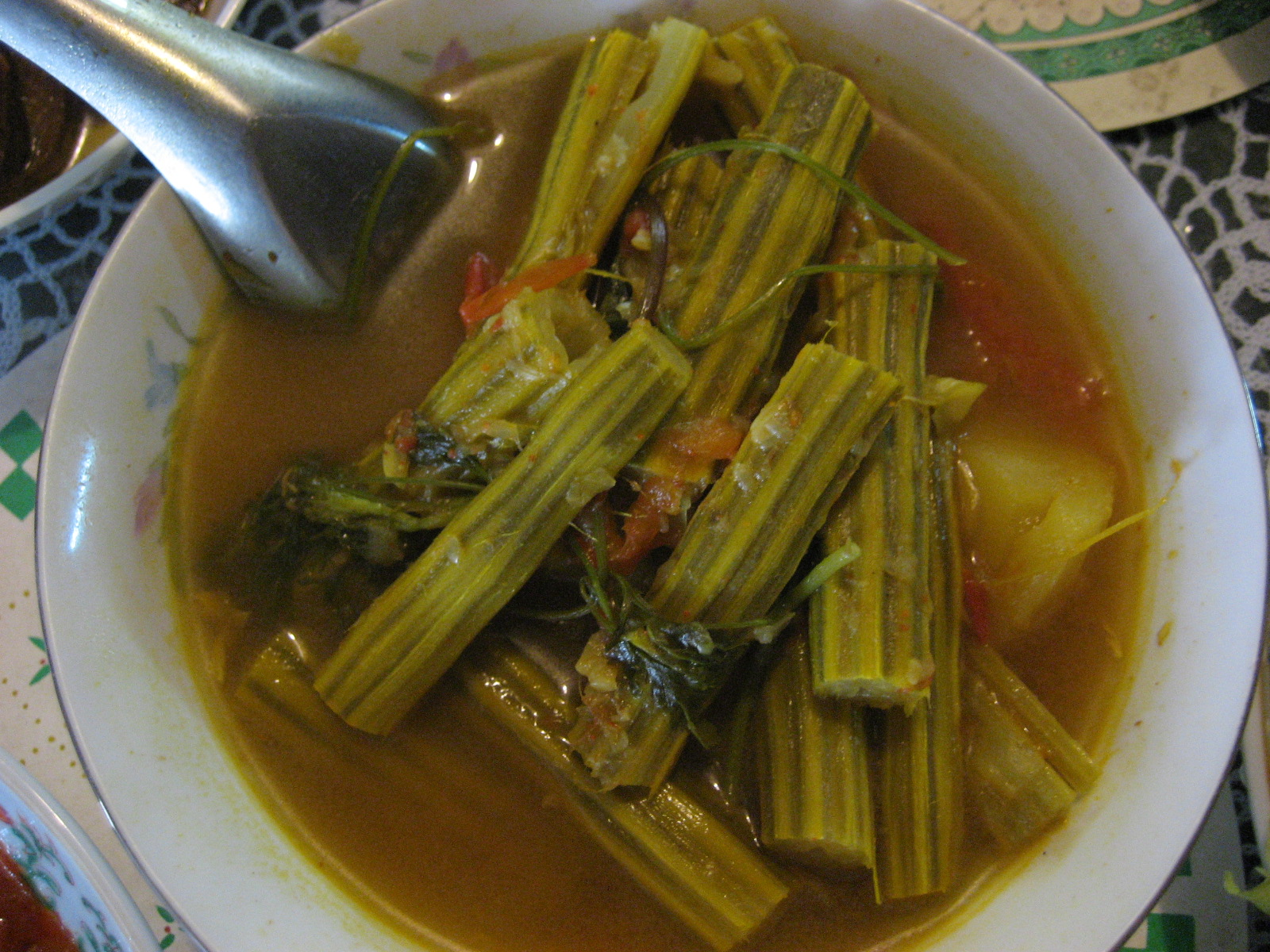
ミャンマーのスープ

ワサビノキには、各地で様々な料理方法がある。缶詰にして保存されたり、輸出されたりもする。
バングラデシュでは、ココナッツやケシの実、マスタードと混ぜて様々なカレーが作られている。また、ドラムスティックを余分な処理や調理をせずに、適度な柔らかさになるまで煮ている。カツレツや他の料理に味を追加するために使用されるが、カレーやサンバル、コルマ、ダールにも使用されている。若い種子を含むドラムスティックの果肉は、スープに使用される。若い葉は、エビと炒めたり、魚のスープのトッピングとして使われたりしている。
南インドやスリランカ、ジャワでは、様々なサンバルを調理するために使用されたり、揚げたり、ココナッツやケシの実、マスタードと混ぜ合わせてカレーを作ったりする。マハーラーシュトラ州では、鞘は甘酸っぱいカレーに使用されている。また、グジャラート州とラジャスタン州では、鞘をスパイシーなカレーを調理するのに使用する。細かく刻んだ柔らかいドラムスティックは、野菜料理やサラダに添えて使用されている。また、コリアンダーの代わりに、あるいは一緒に使用されている。一部の地域では、花を集めて、ベサンと共に調理してパコラを作っている。
モルディブでは、葉は乾燥した鰹節（モルディブ・フィッシュ）やタマネギ、乾燥した唐辛子と共に炒めたり、混ぜ合わせたりする。これはサンバルと同様に、ご飯とカレーと一緒に食べる。一部地域では、ワサビノキの葉や米を使ってスープが作られており、特に、ラマダン期間には、朝食に食べられている。また、オムレツの材料としても一般的である。鞘はマイルドなカレーを調理するのに使用されている。
インドとパキスタンのパンジャブ地方では、ソニャーナの花と呼んで、まず、茎から分離し、煮て、潰して、調理される。凝固させることは、特定の味や好きな料理を作るためにそのレシピの重要な要素である。
カンボジアでは、ダムラムと呼ぶワサビノキの葉を使用した、コルコ（混合野菜スープ）などの伝統的な料理もある。好まれている野菜なので、カンボジアでは伝統的に彼らの住居の近くでワサビノキを育てている。
タイでは緑の鞘や葉、花は、カレーや、炒め物、スープ、オムレツ、サラダなどの様々なタイ料理に使用されている。最も伝統的な料理の一つは、ドラムスティックと魚で作った酸味味のタイカレーである。
フィリピンでは、カムンガイ、マルンガイまたはマルンガイと呼び、一般的に葉を出汁に加えてシンプルなスープとする。葉はまた、典型的な伝統的な鶏肉料理チノラの材料として使われ、鶏肉出汁、青パパイアや他の野菜と共に調理される。またはウータンと呼ばれる野菜料理で使用することができる。葉はまた、オリーブオイルと塩で調理し、フィリピン料理で人気が高いペスト風のパスタソースとする。
モリンガのジュースは、レモンジュースと混ぜて飲んだり、アイスキャンデーを作るのにも利用される。
日本においても、モリンガを店名に掲げるカフェが開業したり、様々な料理や飲料、スイーツに混ぜやすい粉末の販売が行われたりして、注目されつつある。前述のようなビタミン、ミネラル類のほか食物繊維やポリフェノールの含有量が多いことから、いわゆる「スーパーフード」の一つと見なされている。

### 薬用
ワサビノキは、研究室での実験において、様々な潜在的な薬効を示しているが、人間に対しては、脂質プロファイルに小さな影響を与える可能性を示唆する弱い証拠がいくつかある程度である。
発展途上国において、ワサビノキは、栄養改善や食料安全強化、地域開発促進、持続可能なランドケアなどの可能性を秘めている。また、家畜用飼料や微量栄養液体、自然駆虫、可能な補助薬として使用することができる。ワサビノキは、古代インドに発祥しアジア各地に伝わるシッダ医学やアーユルヴェーダ伝統薬を含む民間療法で使用されている。アーユルヴェーダの伝統医学では、葉は血圧と血糖値に影響を与えると考えられている。アフリカやインドネシア、フィリピンでは「ワサビノキの葉は、授乳を高める」と信じられており、授乳中の母親に与えられている

### 水の浄化
ワサビノキのオイルを採る為に種を圧搾した時の副産物である圧縮実や種果実には、沈殿を促進する作用があり、飲料水を浄化するために使われている。
ワサビノキ抽出物も、原始的な水のろ過システムに使用されている。

### その他
このほか、ポルボロン（乳白色、粉末スナック）、バイオ燃料、ベン油の製造にも利用される。